# انقلاب میخک

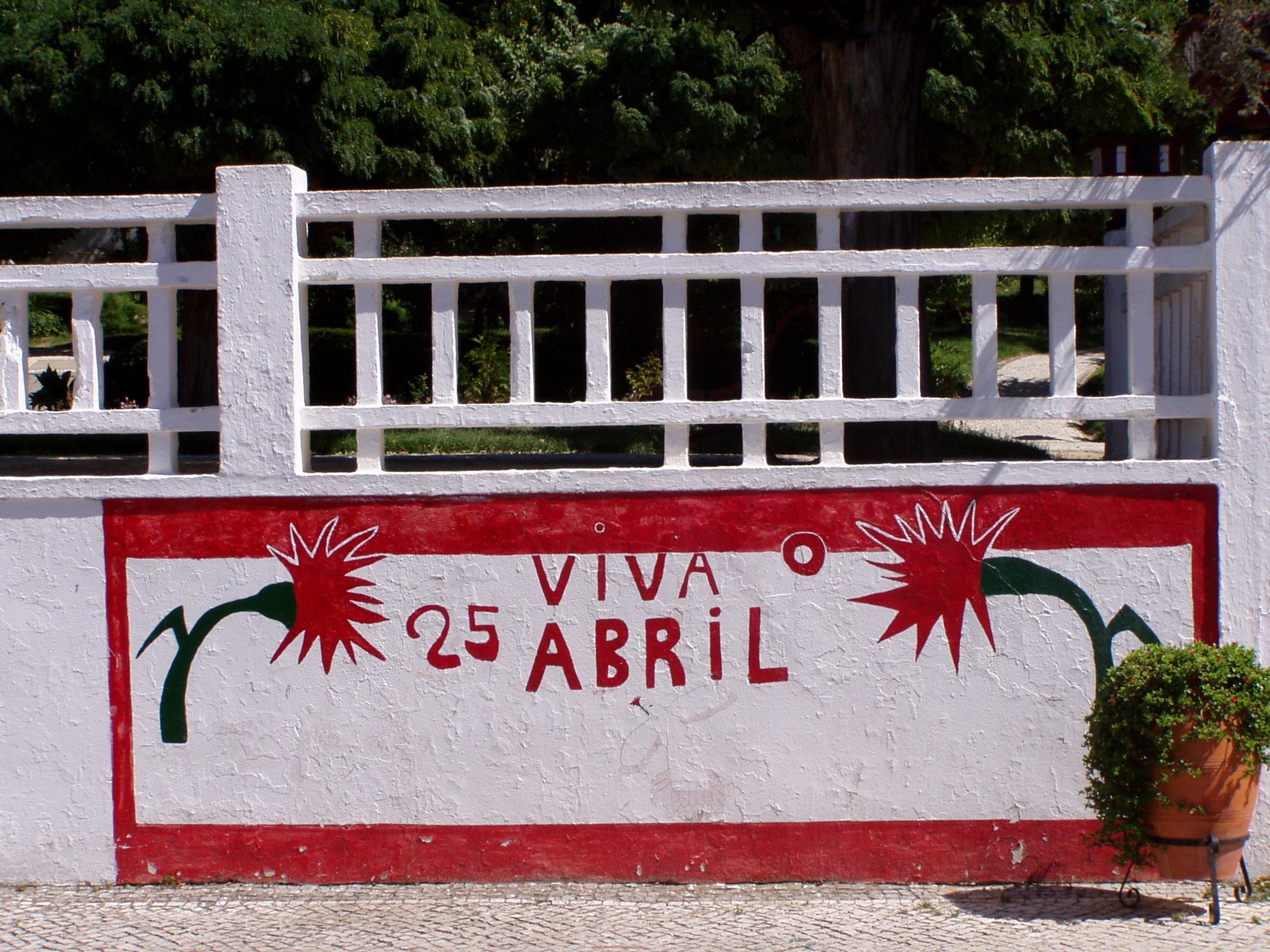
یک دیوارنگاره با متن «زنده‌باد ۲۵ آوریل»، در کوروشه، پرتغال.

انقلاب میخک که با نام انقلاب ۲۵ آوریل نیز شناخته می‏‌شود یک کودتای نظامی توسّط افسرانی بود که دولت اقتدارگرای استادو نوو را در ۲۵ آوریل ۱۹۷۴ میلادی در لیسبون سرنگون کردند و تغییرات اجتماعی، اقتصادی، سرزمینی، جمعیت‌شناختی و سیاسی را در یک روند انقلابی در پرتغال و قلمروهای فراسرزمینی آن انجام دادند که به گذار پرتغال به دموکراسی و پایان جنگ‌های استعماری آن منجر شد.
انقلاب به عنوان کودتایی که توسّط جنبش نیروهای مسلح از طرف افسرانی نظامی که مخالف رژیم بودند، سازماندهی و آغاز شد؛ امّا به سرعت با یک مقاومت مدنی غیرمنتظره و پرطرفدار همراه گشت. مذاکرات با جنبش‌های استقلال آفریقا آغاز شد و تا پایان سال ۱۹۷۴، سربازان پرتغالی از گینه پرتغال عقب‌نشینی کردند و آنجا تحت‌ عنوان گینه بیسائو به عضویت سازمان ملل متحد درآمد. به دنبال این واقعه در سال ۱۹۷۵ کیپ ورد، موزامبیک، سائوتومه و پرنسیپ و آنگولا در آفریقا و تیمور شرقی در جنوب شرق آسیا نیز اعلام استقلال کردند. این وقایع منجر به مهاجرت دسته‌جمعی شهروندان پرتغالی از قلمروهای آفریقایی(به‌ویژه آنگولا و موزامبیک) گردید و حدود یک میلیون نفر بازگشتند.
نام «انقلاب میخک» به این دلیل انتخاب شد که در طی آن تقریباً هیچ شلیک گلوله‌ای انجام نشد و همچنین یک کارگر رستوران به نام «سلسته کائیرو» هنگامی‌که مردم برای جشن گرفتن پایان دیکتاتوری به خیابان آمده بودند، به سربازان گل میخک تقدیم کرد. پس از آن تظاهرکنندگان گل میخک را بر روی یونیفرم سربازان و لولهٔ تفنگ‌هایشان قرار می‌دادند. در پرتغال ۲۵ آوریل به پاس بزرگداشت انقلاب، تعطیل رسمی است.